# Принцесса-лебедь. Рождество
«Принце́сса-ле́бедь: Рождество» (англ. The Swan Princess: Christmas) — четвёртый мультфильм во франшизе «Принцесса-лебедь» Режиссёра Ричарда Рича, произведенный Crest Animation Productions и Nest Family Entertainment. Мультфильм вышел на экраны в 2012 году в 3D.

## Сюжет
Накануне Рождества принц Дерек с принцессой Одетт отправляются в замок королевы Юберты, чтобы вместе встретить светлый и добрый праздник. Ничто не предвещало опасности, но влекомый жаждой мести, чародей Ротбарт составил план своего возвращения из мёртвых и постепенно начал приводить его в действие.
Первый этап его состоял в том, чтобы хитростью заманить Дерека в подвал замка и открыть желаемый сундук. Все так и произошло, Ротбарт обретает возможность перемещаться как призрак. Следующая часть его коварного плана состояла в том, чтобы полностью уничтожить дух Рождества, в результате чего обрести физическое тело.
Для этого необходимо перессорить людей, что злому Ротбарту удаётся. Люди стали грубы, заносчивы и невнимательны к другим. Но, в рамках проведения праздника, на музыкальную сцену вышли маленькие сироты, которые своим пением сильно ослабили заклинания Ротбарта, а после их исполнения принцесса Одетт пригласила королеву Юберту и лорда Роджерса раздавать еду и одежду, нуждающимся в этом людям. После этого наведенные злые чары Ротбартом оказываются полностью разрушенными, и между людьми устанавливается мир, несущий гармонию и покой.
Последний шанс для Ротбарта — это уничтожить королевскую ёлку, что ему удаётся, и в результате этого он получает физическое тело. Он силой отбирает корону у королевы Юберты, похищает Одетт и превращает её в золотого лебедя, символ рождественского украшения.
Желающий освободить свою принцессу, Дерек приближается к логову своего врага. Между ними завязалась битва, в которой Ротбарт, благодаря своей колдовской силе, начал одолевать принца. Видя это, Одетт стала петь песню о любви, которая стала ослаблять ненавистного Ротбарта, пока вконец не довела его до самоуничтожения.
После поражения Ротбарта, принцесса-лебедь опять становится человеком, всё той же прекрасной Одетт. Но принц Дерек умирает у неё на руках из-за полученных серьёзных травм в сражении. Однако, когда принцесса Одетт запела снова, то дух Рождества чудесным образом вернул Дерека к жизни и восстановил королевскую рождественскую ёлку.

## Команда
Роли озвучили:
- Лора Бэйли (в титрах указана «Эль Дитс») — принцесса Одетт
  - Саммер Эгучи (вокал)
- Юрий Ловенталь — принц Дерек
  - Микеланджело (вокал)
- Дженнифер Миллер — королева Юберта
- Джозеф Медрано — лорд Роджерс
- Шон Райт — Ротбарт Создатели:
- Продюсеры — Ричард Рич, Селдон О. Янг и Джаред Ф. Браун
- Режиссёр — Ричард Рич
- Исполнительный продюсер — Селдон О. Янг
- Авторы сюжета — Ричард Рич и Брайан Ниссен
- Сценарий — Брайана Ниссена
- Композитор — Вассал Бенфорд

## Музыка
Музыка к фильму написал Вассал Бенфорд. Вместе с фильмом было выпущено два альбома. 22 октября 2012 года вышел рождественский альбом под названием «17 песен из рождественской принцессы-лебедь», в который вошли рождественские песни из фильма и несколько инструментальных отрывков из фильма. 8 ноября 2012 года был выпущен более полный альбом саундтреков «Рождественский саундтрек принцессы-лебедь», содержащий 34 трека из песен и инструментальных отрывков из фильма. Оба альбома содержат студийную версию «Season of Love» и песни Одетты из фильма в исполнении Анны Грейсман.
| Альбом саундтреков | Рождественский альбом | Название песни/трека              |
| ------------------ | --------------------- | --------------------------------- |
| 1                  | 1                     | Overture and Prologue             |
| 2                  | 2                     | Jingle Bells                      |
| 3                  | 3                     | We Wish You a Merry Christmas     |
| 4                  |                       | Royalty                           |
| 5                  |                       | Evil Schemes                      |
| 6                  |                       | Ice Leopard Chase                 |
| 7                  | 4                     | Deck the Halls                    |
| 8                  | 5                     | Hark! The Herald Angels Sing      |
| 9                  | 6                     | Season of Love (movie version)    |
| 10                 |                       | Princess in Love                  |
| 11                 |                       | The Theme                         |
| 12                 | 7                     | Jolly Old St Nicholas             |
| 13                 |                       | Jean Bob                          |
| 14                 | 8                     | Angels We Have Heard On High      |
| 15                 |                       | 12 Days of Rothbart               |
| 16                 | 9                     | Christmas Is The Reason           |
| 17                 |                       | The Hag                           |
| 18                 |                       | Root of Perrywinkle               |
| 19                 |                       | Cutting Down the Chimes           |
| 20                 | 10                    | Food for the Poor                 |
| 21                 | 11                    | God Rest Ye Merry Gentleman       |
| 22                 | 12                    | Joy to the World                  |
| 23                 | 13                    | The Great Escape                  |
| 24                 | 14                    | Away In A Manger                  |
| 25                 |                       | The Great Chase                   |
| 26                 | 15                    | Here We Come A-Caroling           |
| 27                 |                       | The Countdown                     |
| 28                 |                       | Rothbart’s Wrath                  |
| 29                 |                       | The Great Animal                  |
| 30                 |                       | Aliens                            |
| 31                 | 16                    | Derek’s Rebirth                   |
| 32                 |                       | Epilogue                          |
| 33                 | 17                    | Christmas is The Reason (reprise) |
| 34                 | 18                    | Season of Love (Anna Graceman)    |